# Olympische Sommerspiele 2024/Teilnehmer (Marshallinseln)
| Gelbes Symbol für Goldmedaillen mit stilisierten Olympischen Ringen | Graues Symbol für Silbermedaillen mit stilisierten Olympischen Ringen | Braundes Symbol für Bronzemedaillen mit stilisierten Olympischen Ringen |
| ------------------------------------------------------------------- | --------------------------------------------------------------------- | ----------------------------------------------------------------------- |
| —                                                                   | —                                                                     | —                                                                       |

Die Marshallinseln nahmen an den Olympischen Spielen 2024 vom 26. Juli bis zum 11. August 2024 in Paris mit vier Athleten teil. Es war die insgesamt fünfte Teilnahme an Olympischen Sommerspielen.

## Teilnehmer nach Sportarten

### Gewichtheben
| Athleten        | Wettbewerb       | Reißen  | Reißen | Stoßen  | Stoßen | Zweikampf | Zweikampf | Rang |
| Athleten        | Wettbewerb       | Gewicht | Rang   | Gewicht | Rang   | Gewicht   | Rang      | Rang |
| --------------- | ---------------- | ------- | ------ | ------- | ------ | --------- | --------- | ---- |
| Frauen          |                  |         |        |         |        |           |           |      |
| Mathlynn Sasser | Klasse bis 59 kg | 94 kg   | 12     | 115 kg  | 10     | 209 kg    | 10        | 10   |

### Leichtathletik
Laufen und Gehen
| Athleten     | Wettbewerb | Vorrunde     | Vorrunde | Vorlauf       | Vorlauf       | Halbfinale    | Halbfinale    | Finale        | Finale        | Rang |
| Athleten     | Wettbewerb | Zeit         | Rang     | Zeit          | Rang          | Zeit          | Rang          | Zeit          | Rang          | Rang |
| ------------ | ---------- | ------------ | -------- | ------------- | ------------- | ------------- | ------------- | ------------- | ------------- | ---- |
| Männer       |            |              |          |               |               |               |               |               |               |      |
| William Reed | 100 m      | 11,29 s (PB) | 6        | ausgeschieden | ausgeschieden | ausgeschieden | ausgeschieden | ausgeschieden | ausgeschieden | 89   |

### Schwimmen
| Athleten       | Wettbewerb    | Vorlauf | Vorlauf | Halbfinale    | Halbfinale    | Finale        | Finale        | Rang |
| Athleten       | Wettbewerb    | Zeit    | Rang    | Zeit          | Rang          | Zeit          | Rang          | Rang |
| -------------- | ------------- | ------- | ------- | ------------- | ------------- | ------------- | ------------- | ---- |
| Frauen         |               |         |         |               |               |               |               |      |
| Kayla Hepler   | 50 m Freistil | 30,33 s | 62      | ausgeschieden | ausgeschieden | ausgeschieden | ausgeschieden | 62   |
| Männer         |               |         |         |               |               |               |               |      |
| Phillip Kinono | 50 m Freistil | 27,43 s | 64      | ausgeschieden | ausgeschieden | ausgeschieden | ausgeschieden | 64   |